# HD 166960
HD 166960，又名BD-04 4415，SAO 142159、HR 6813，是一颗恒星，视星等为6.59，位于銀經24.95，銀緯6.64，其B1900.0坐标为赤經18h 7m 53.1s，赤緯-4° 6.64′ 16″。